# Alinjarria jadoni
Alinjarria jadoni är en insektsart som beskrevs av Rentz, D.C.F., Y. Su och Norihiro Ueshima 2007. Alinjarria jadoni ingår i släktet Alinjarria och familjen vårtbitare. Inga underarter finns listade i Catalogue of Life.